# Werchneje Bartenewo
Werchneje Bartenewo (russisch Верхнее Бартенево) ist ein Dorf (derewnja) in der Oblast Kursk in Russland. Es gehört zum Rajon Kursk und zur Landgemeinde (selskoje posselenije) Breschnewski selsowjet.

## Geographie
Der Ort liegt gut 27 km Luftlinie nordwestlich des Oblastverwaltungszentrums Kursk im südwestlichen Teil der Mittelrussischen Platte, 12 km vom Sitz des Dorfsowjet – Werchnekassinowo sowie 92 km von der Grenze zwischen Russland und der Ukraine entfernt am Fluss Malaja Kuriza (rechter Nebenfluss der Bolschaja Kuriza im Becken des Seim).

### Klima
Das Klima im Ort ist wie im Rest des Rajons kalt und gemäßigt. Es gibt während des Jahres eine erhebliche Niederschlagsmenge. Dfb lautet die Klassifikation des Klimas nach Köppen und Geiger.

## Bevölkerungsentwicklung
| Jahr | Einwohner |
| ---- | --------- |
| 2002 | 10        |
| 2010 | 7         |

Anmerkung: Volkszählungsdaten

## Verkehr
Werchneje Bartenewo liegt 8 km von der Fernstraße föderaler Bedeutung M2 „Krim“ (einem Teil der Europastraße E105), 5 km von der Straße interkommunaler Bedeutung 38N-221 (M2 „Krim“ – Kromskaja) und 26,5 km von der nächsten Eisenbahnhaltestelle Bukrejewka (Eisenbahnstrecke Orjol – Kursk) entfernt.
Der Ort liegt 146 km vom internationalen Flughafen von Belgorod entfernt.